# Whataroa River
Der Whataroa River ist ein 60 km langer Fluss in der Region West Coast auf der Südinsel von Neuseeland.

## Geographie
Der Fluss hat seinen Ursprung im Gletscherwasser des Whymper Glacier der Tiritiri-o-te-moana, der Southern Alps (südliche Alpen), südlich der Gipfel des Hochstetter Dome (2810 m) und (2827 m), Mount Aylmer (2699 m) und Graceful Peak (2457 m). Der Aoraki/Mount Cook, als höchster Berg Neuseeland, liegt rund 20 km südwestlich des Quellgebiets des Flusses.
Der Whataroa River fließt zunächst rund 30 km in nördliche Richtung durch das Gebirge der Alpen, um sich anschließend nach der Unterquerung des New Zealand State Highway 6 im flacheren Land in Mäanderform durch die Landschaft zu schlängeln und in seinem bis zu 2 km breiten Flussbett aus Sedimenten und Geröll sich immer neue Wege zu suchen. Das Flussbett wird beidseits in diesem Teil der bis zu 8 km breiten Ebene von vielen Bächen und kleinen Kanälen flankiert. Im letzten Viertel seines Weges beschreibt der Fluss parallel zum Waitangitāhuna River eine weiten Linksbogen und mündet dann 14 km nordöstlich der kleinen Siedlung Ōkārito in einem 2 km breiten Delta mit zwei Armen in die Tasmansee.

## Tourismus
Vom New Zealand State Highway 6 aus führt ein Wanderweg durch das Tal des Whataroa River bis zur Whymper Hut. Von dem Weg zweigen weitere Wanderwege in die Täler des Butler River und des Perth River ab. Auch der Raftingsport ist auf dem Fluss möglich. Hier wird die Saison von Oktober bis April angegeben.